# Conolophia
Conolophia là một chi bướm đêm thuộc họ Geometridae.

## Các loài
- Conolophia conscitaria (Walker, 1861)
- Conolophia helicola (Swinhoe, 1894)
- Conolophia melanothrix Prout, 1915
- Conolophia nigripuncta (Hampson, 1891)
- Conolophia persimilis (Warren, 1905)